# Vignoble des Agaises
 (août 2021).
Si vous disposez d'ouvrages ou d'articles de référence ou si vous connaissez des sites web de qualité traitant du thème abordé ici, merci de compléter l'article en donnant les références utiles à sa vérifiabilité et en les liant à la section « Notes et références ».
Le vignoble des Agaises est un domaine viticole wallon situé dans la commune d'Estinnes, à Haulchin, en Belgique. Il est connu sous le nom de sa marque Ruffus.
Avec plus de 35 hectares, le vignoble des Agaises est le plus grand producteur de vin en Belgique. Quatre cuvées y sont produites : Ruffus Brut, Ruffus Brut Sauvage, Ruffus Rosé Brut et Ruffus Grand Millésime.

## Histoire
Dans les années 1980 et 1990, Raymond Leroy tient un commerce d'importation de vins et liqueurs en Belgique que sa famille tient depuis quatre générations. En 2001, il rencontre Etienne Delbeke, ancien président de la Filière wallonne de la pomme de terre, et les deux hommes décident de se lancer dans la production de vin. Ils invitent Thierry Gobillard, un producteur champenois, à les rejoindre dans cette démarche. La société est créée et les premiers pieds de vigne sont plantés en mars 2002 sur une surface de deux hectares. Les trois hommes sont rejoints par Michel Wanty (oncle de la femme de Raymond Leroy) et Joël Hugé (un ami). Dès l'année suivante, deux hectares sont ajoutés à la plantation. Le premier millésime sort en 2005 et gagne une médaille d'argent au Concours mondial de Bruxelles. L'équipe se lance alors dans l'acquisition progressive des terres avoisinant leur vignoble pour faire croître leurs opérations.
L'appellation Crémant de Wallonie est créée en mars 2008.

## Description
La société, créée en 2002, produit ses cuvées Ruffus (nom attribué en référence au Seigneur Ruffus d’Estinne et de Bray) selon la méthode dite traditionnelle ou champenoise. 
Le vignoble de 2 hectares à l'origine est de 35 ha en 2022, il a la particularité d'être implanté sur un sol calcaire contenant de la craie, à l'instar des coteaux servant à la production de vin de Champagne.
Les vignes bénéficient d'une exposition plein sud permettant un ensoleillement maximum, à une altitude de 100 m. Elles se situent au pied du plus grand parc éolien d'Europe, les terrains sont bien ventilés et les vignes ont moins de maladies cryptogamiques.
En 2021, le vignoble comptait 310 000 pieds de vigne.

## Production
| Cuvée | Nombre de bouteilles |
| ----- | -------------------- |
| 2003  | 3 000                |
| 2004  | 32 000               |
| 2005  | 30 000               |
| 2006  | 32 000               |
| 2007  | 40 000               |
| 2010  | 100 000              |
| 2011  | 140 000              |
| 2012  | 60 000               |
| 2013  | 60 000               |
| 2014  | 100 000              |
| 2023  | 400 000              |

## Cépages
| Cépage        | Nombre de pieds de vigne |
| ------------- | ------------------------ |
| Chardonnay    | 235 000                  |
| Pinot noir    | 58 000                   |
| Pinot meunier | 57 000                   |

## Cuvées

Les 4 cuvées Ruffus.

- Ruffus Brut (75 cL - 12,5 %vol. - 6g/L de sucre) :

Vin effervescent issu à 100% de Chardonnay (dénomination «Blanc de Blancs»), élaboré selon la méthode traditionnelle avec une seconde fermentation en bouteille et un vieillissement sur latte de minimum 15 mois.
- Ruffus Brut Rosé (75 cL - 12,5 %vol. - 6g/L de sucre) :

Assemblage de Chardonnay, Pinot noir et Pinot Meunier. Les Pinots, vinifiés en rouge, permettent d’obtenir cette couleur caractéristique. Ce vin est élaboré selon la méthode traditionnelle avec une seconde fermentation en bouteille et un vieillissement sur latte de minimum 15 mois.
- Ruffus Brut Sauvage (75 cL - 12,5 %vol. - moins de 2g/L de sucre) :

Vin effervescent issu à 100% de Chardonnay, élaboré selon la méthode traditionnelle avec une seconde fermentation en bouteille et un vieillissement sur latte de minimum 15 mois.
- Grand Millésime (75 cL - 12,5 %vol. - 6g/L de sucre) :

Cuvée de prestige, millésimée 2018, limitée à 3.000 bouteilles numérotées. Assemblage des meilleures cuves de Chardonnay, de Pinot Noir et de Pinot Meunier.  Élevage en fût de chêne, quatre ans de garde sur latte.
- Franco Dragone Millésime 2011 (75 cL - 12,5 %vol.) :

Cuvée de prestige, millésimée 2011 et limitée à 3.000 bouteilles numérotées. Assemblage de nos meilleures cuves de Chardonnay, de Pinot Noir et de Pinot Meunier. Élevage en fût de chêne, deux ans de garde sur latte. La bouteille est habillée et placée dans un coffret dessiné par Franco Dragone, et est sertie d’un brillant Swarovski.
- Ratafia de Ruffus (50 cL - 18,5 %vol.) :

Produit obtenu en ajoutant de l’eau-de-vie sur du moût fraichement pressé. L’ajout d’alcool inhibe la fermentation. L’eau-de-vie est obtenue par distillation de vin au sein de la distillerie de Biercée. Le ratafia subit un élevage en bois pendant une année.